# Sygrus sepositus
Sygrus sepositus är en insektsart som beskrevs av Bolívar, I. 1889. Sygrus sepositus ingår i släktet Sygrus och familjen gräshoppor. Inga underarter finns listade i Catalogue of Life.